# Jelena Viktorovna Dmitrijeva
Jelena Viktorovna (Chaplina) Dmitrijeva, cirill betűkkel Елена Викторовна Дмитриева (Asztrahány, 1983. július 1.) orosz kézilabdázó, jelenleg a HK Zvezda Zvenyigorod játékosa. A 2008-as olimpián ezüstérmes orosz női válogatott tagja. Az olimpiai ezüstérmen kívül egyszeres világbajnok (2007).